# Лаутереккен
Лаутереккен (нім. Lauterecken) — місто в Німеччині, розташоване в землі Рейнланд-Пфальц. Входить до складу району Кузель. Складова частина об'єднання громад Лаутереккен-Вольфштайн.
Площа — 8,91 км2. Населення становить 1978 ос. (станом на 31 грудня 2020).

## Галерея

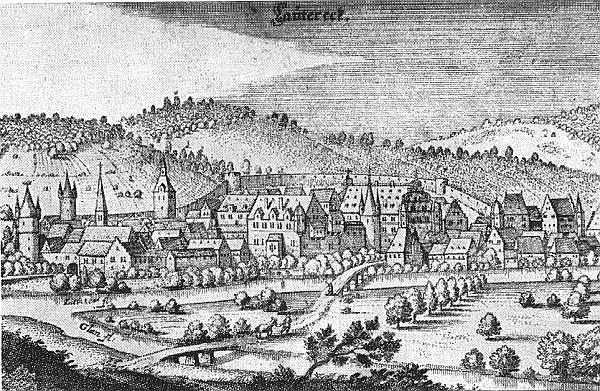
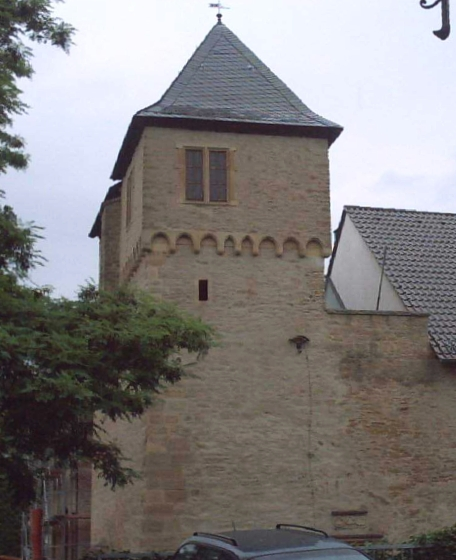
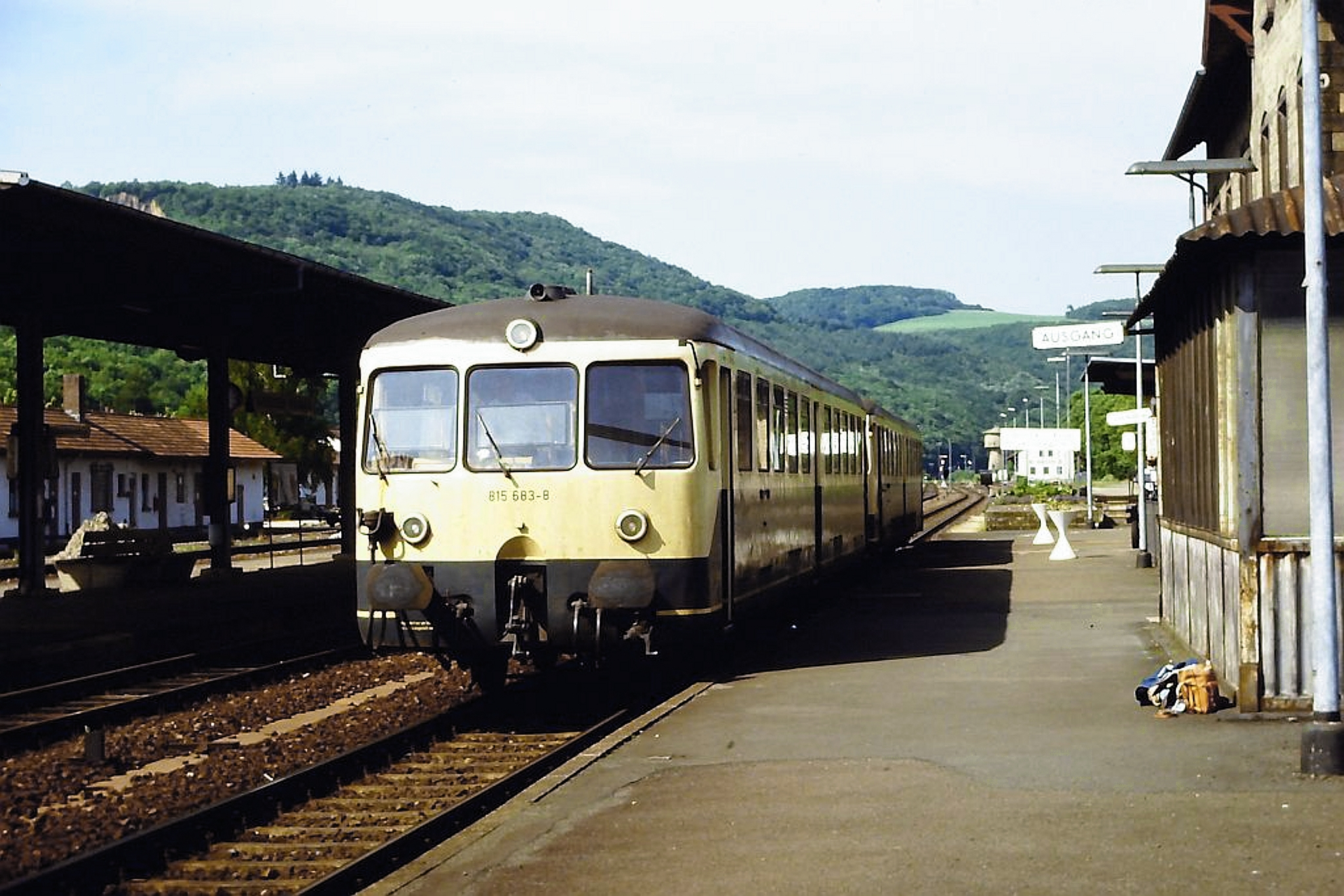